# Acrisols

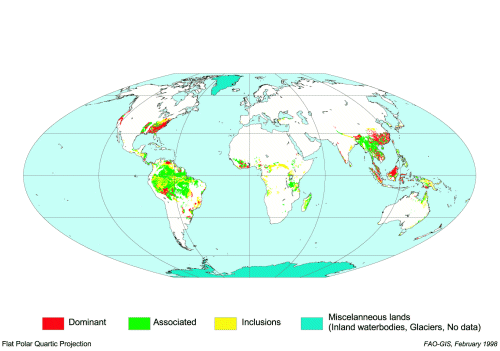
Występowanie acrisoli

Acrisols (łac. acris, bardzo kwaśny) – jednostka systematyczna gleb w klasyfikacji WRB.
Silnie wyługowane, czerwone i żółte gleby na kwaśnym podłożu, z poziomem wmycia iłu, o małej pojemności sorpcyjnej i małym wysyceniu kompleksu sorpcyjnego zasadami. Występują w wilgotnym klimacie tropikalnym i monsunowym, pod rzadkimi lasami. Największe powierzchnie zajmują w Azji Południowej, Indonezji, południowo-wschodniej części Ameryki Północnej i Ameryce Południowej (Amazonia).